# Le Miroir aux vampires
Le Miroir aux vampires est un roman de littérature d'enfance et de jeunesse écrit par Fabien Clavel. Cet ouvrage est paru le 1er juin 2011 aux Éditions Baam ! en format semi-poche.
L'histoire se déroule en France, dans un lycée de Compiègne, où se croisent vampires et autres créatures surnaturelles...

## Résumé
Léa entre en terminale en internat dans la ville de Compiègne. Élève brillante mais solitaire, elle peine à trouver sa place au sein de l’établissement, surtout quand celui-ci adopte des allures de prison. 
Heureusement, Léa a le soutien de son étrange cobox Nóra, transfuge hongroise, avec qui elle partage une chambre où trône un mystérieux miroir…

## Personnages

### Léa
Grande et mince, Léa n’est pourtant pas une icône de la mode. Sa réussite scolaire suscite la jalousie des filles populaires du lycée. Léa est cependant solitaire et peu sûre d’elle : elle écrit de longues lettres à sa sœur pour lui confier son malaise. Interne, elle partage sa chambre avec Nóra.

### Nóra
Transfuge hongroise, petite et menue, Nóra est la parfaite gothique : mystérieuse et peu causante. Son caractère renfermé et son passé compliqué en font un personnage énigmatique. Elle devient néanmoins amie avec Léa ; une relation particulière les unit, que ni l’une ni l’autre ne semble vraiment comprendre.

### Léonardo
Fraîchement arrivé d’Italie, Léo passe tout d’abord pour le geek de service avant de se prendre en main et de devenir le plus beau garçon du lycée ainsi qu’un discoureur hors pair, ce que Léa ne manque pas de remarquer.

### Cerise
Fille la plus populaire du lycée, elle a lancé l’idée du bal de fin d’année « à l’américaine » et répand des rumeurs sur son blog. Elle devient rapidement la rivale scolaire de Léa car son père lui a promis une fête de Noël extraordinaire si elle décroche les félicitations.

## Distinctions
Le roman a été nommé au prix Masterton 2012.